# Michael Kasha
Michael Kasha (* 6. Dezember 1920 in Elizabeth; † 12. Juni 2013 in Tallahassee) war ein amerikanischer Chemiker und einer der Begründer der modernen Photochemie.

## Leben
Michael Kasha wurde 1920 als Sohn ukrainischer Immigranten aus einfachen Verhältnissen in den USA geboren. Er besuchte zunächst eine Kirchenschule, deren Unterricht ausschließlich auf Ukrainisch abgehalten wurde. An der Junior High School erkannten seine Lehrer sein naturwissenschaftliches Talent und ermunterten ihn, sein Wissen auf der Highschool zu vertiefen. Kashas Vater bestand jedoch auf einer Ausbildung zum Elektriker. Anschließend fand er eine Aushilfsstelle im Labor von Karl Folkers bei der Firma Merck, wo er rasch zu Folkers persönlichem Assistenten wurde. In dieser Zeit fuhr Kasha jeden Abend zur Cooper Union in New York City, um sich weiterzubilden. Schließlich begann er auf Drängen Folkers an der University of Michigan Chemie zu studieren. Nach seinem Bachelor-Abschluss 1943 zog er nach Berkeley, um an der University of California unter Gilbert Lewis zu promovieren. Zwischen 1944 und 1946 arbeitete er jedoch an der Universität aus Kriegsgründen auch bei Robert E. Connick am Plutonium Project, einem Teilprojekt des Manhattan-Projekts. Parallel dazu schloss er dennoch seine Promotion (Titel: Triplet States of Organic Molecules) im Februar 1945 ab. Es folgten Stellen als Postdoktorand in Berkeley und an der University of Chicago unter Robert Mulliken, bevor er 1951 eine Professur für Chemie an der Florida State University erhielt. Dort gründete er 1960 das Institut für molekulare Biophysik, welches er 20 Jahre lang leitete. 1995 rief er einen Preis ins Leben, mit dem junge Studenten der Universität gefördert werden sollten.
In seiner Zeit als Hochschullehrer bildete er 33 Doktoranden und mehrere Postdoktoranden aus, die dann später selbst eine wissenschaftliche Karriere einschlugen (Robin Hochstrasser, Mostafa El-Sayed, Stewart Strickler und andere).
Michael Kasha war seit 1948 verheiratet und hatte einen Sohn.

## Wirken
Sein Hauptarbeitsgebiet war die Photochemie organischer Moleküle, Singulett-Sauerstoff, Molekülspektroskopie und die angeregten Zustände organischer Moleküle sowie Exzitonen bei der Photosynthese in den Antennenkomplexen der Photosysteme der Pflanzen.
Daneben schlug er ein neues Design für die traditionelle klassische Gitarre vor, das auf seiner wissenschaftlichen Sicht des Instruments als Problem dreier gekoppelter Oszillatoren – des vibrierenden Resonanzbodens, der Saite selbst und des Hohlraumresonators – beruhte. Anfang der Siebziger Jahre publizierte Kasha theoretische Arbeiten zu seiner neuen Gitarrenbauart, die vom lokalen Gitarrenbauer Richard Schneider umgesetzt wurden. 1982 veröffentlichte er dann zusammen mit seinem Sohn Nicolas die gesammelten Erkenntnisse zu der nach ihm benannten Kasha-Gitarre und meldete für diese auch mehrere Patente an.
Michael Kasha veröffentlichte außerdem Aufsätze über ukrainische Folklore-Musik.
Die Kasha-Regel ist nach ihm benannt.

## Auszeichnungen
- 1950: Guggenheim-Stipendium[18]
- 1963: gewähltes Mitglied der American Academy of Arts and Sciences
- 1971: Fellow der National Academy of Sciences
- 1977: Outstanding Scientist of the Year Medal der Florida Academy of Sciences
- 1977: Mitglied der Brazilian Academy of Sciences
- 1990: Robert-S.-Mulliken-Medaille
- 1990: George Porter-Medaille
- 1991: Mitglied der Nationalen Akademie der Wissenschaften der Ukraine
- Mitglied der International Academy of Quantum Molecular Science

## Publikationen von Michael Kasha (Auswahl)
- Kasha, M., Sytnik, A. And Dellinger, B., "Solvent Cage Spectroscopy," Pure and Appl. Chem., 65, 1641-1646, 1993, doi:10.1351/pac199365081641.
- Sytnik, A. and Kasha, M., "Excited-State Intramolecular Proton Transfer as a Fluorescence Probe for Protein Binding-site Static Polarity," Proc. Natl. Acad. Sci. USA, 91, 8627-8630, 1994, doi:10.1073/pnas.91.18.8627.
- Sytnik, D., Gormin, D. And Kasha, M., "Interplay Between Excited-State Intramolecular Proton Transfer and Charge Transfer in Flavonols and Their Use as Protein-Binding-Site Fluorescence Probes," Proc. Natl. Acad. Sci. USA, 91, 11968-11972, 1994, doi:10.1073/pnas.91.25.11968.
- Khan, A. U. And Kasha, M., "Singlet Molecular Oxygen Evolution upon Simple Acidification of Aqueous Hypochlorite: Application to Studies on the Deleterious Health Effects of Chlorinated Drinking Water," Proc. Natl. Acad. Sci. USA, 91, 12362-12364, 1994, doi:10.1073/pnas.91.26.12362.
- Khan, A. U. And Kasha, M., "Singlet Molecular Oxygen in the Haber-Weiss Reaction," Proc. Natl. Acad. Sci. USA, 91, 12365-12367, 1994, doi:10.1073/pnas.91.26.12365.
- Gormin, D., Heldt, J. And Kasha, M., "Triplet State Potentials in the Competitive Excitation Mechanisms of Intramolecular Proton Transfer," J. Phys. Chem., 99, 7281-7284, 1995, doi:10.1021/j100019a011.
- Gormin, D., Sytnik, A. and Kasha, M., "Spectroscopy of Amplified Spontaneous Emission Spectroscopy (ASE) Laser Spikes in Polyhydroxylflavones. Protoype Classes," J. Phys. Chem. A, 101, 3260-3272, 1996, doi:10.1021/jp962019n.
- del Valle, J.-C., Kasha, M. and Catalán, J., "Chemical Physics of Excitation Dynamics via Amplified Spontaneous Emission (ASE) Laser Spike Spectroscopy in Substituted Phenyloxazoles," Chem. Phys. Lett., 1996, doi:10.1016/S0009-2614(96)01192-X.